# 松本善之助
松本 善之助（まつもと よしのすけ、1919年 - 2003年）は、書籍・雑誌の編集者。また、「ホツマツタヱ」など「ヲシテ」「ヲシテ文献」の（古史古伝ともいわれる）の研究家。自由国民社で編集者・編集長をつとめた。

## 経歴
1919年、東京都中央区日本橋浜町に生まれる。自由国民社（『ドラッカー現代の経営』や『現代用語の基礎知識』発刊時の）編集長を務める。1962年、加藤耕山老師に師事し、求道雑誌「盲人に提灯」を発行する。
1966年8月、神田古書店で『ホツマツタヱ』3アヤ（章）分（小笠原長武、奉呈本）を発見する。そして懇意だった国語学者と古代史の大学教授に『ホツマツタヱ』を知らせたが、けんもほろろな応対であった。しかし、『ホツマツタヱ』を棄てず、これまで発行していた月刊誌「盲人に提灯」を思いきって月刊「ほつま」と改題し、「ホツマツタヘ発見物語」を三回に渡り連載した。その後、連載が終わると「ほつま」を休刊し、三年間の蟄居生活に入る。そしてこれを機に、「盲人に提灯」の読者に対し『ホツマツタヱ』を共に読むことを提案し、これに応じた仙台・東京・名古屋、少し遅れて大阪では、月一回の「ホツマツタヱ研究会」が発足した。1967年、四国宇和島の旧家小笠原家分家（小笠原長種）で『ホツマツタヱ』17アヤ〜40アヤと『フトマニ』全巻（小笠原長武本）を発見。また、同時期に分家小笠原長恭宅で『ホツマツタヱ』全40アヤ（小笠原長弘本）も相次いで発見する。その後の1973年、滋賀県高島市の野々村直大宅で『ミカサフミ』9アヤ分「三輪容聡直筆）」と『フトマニ』の異本を入手する。さらに1992年5月、滋賀県高島市安曇川町西万木在住の井保孝夫から松本への連絡により、『秀眞政傳紀』（和仁估安聰自筆漢訳付）全40アヤの完本が発見された。また『覆刻版ホツマツタへ』 （小笠原長弘本）の上梓は、『ホツマツタヱ』研究発展に重大な影響を与えた。1978年3月、僧・薄泉（フセン）自筆の『朝日神紀』を発見する。『ホツマツタヱ』への情熱は最期まで尽きず、全国の『ホツマツタヱ』研究会での講師・刊行物への原稿の依頼・『ホツマツタヱ』の「ゆかりの地」での講演など、多忙な人生を送った。2003年4月7日逝去。東京都新宿区須賀町の四谷本性寺に眠る。

## ホツマ研究会
- 1966年：東京・六本木にてホツマ報告会（含む研究会）を開催する。約28年続く。
- 1966年：名古屋・熱田神宮の近くにて研究会が始まる。
- 1966年：仙台で研究会が始まる。
- 1972年：大阪・自然社にて研究会が始まる。約10年続く。
- 1978年5月：日本橋・浜町研究会が始まる。約4年続く。
- 1980年7月：埼玉県和光市の研究会が始まる。約2年続く。
- 1982年：京都で研究会が始まる。
- 1982年1月：東京研究会（千駄ヶ谷、銀座、新宿、平和島など）、約2年転々と移動。
- 1984年1月：六本木報告会より赤坂研究会が独立。東京研究会合流する。約10年続く。

## 定期刊行物
- 1963年12月 - 1968年1月 月刊『盲人に提灯』を50号まで刊行する。なお、48号～50号（1967年11月 - 1968年1月）の3号分に、『ホツマツタヘ発見物語』を連載する。
- 1975年8月 - 1980年6月 月刊「自然」(大阪自然社発行)に『ホツマツタヘ入門』を54回に渡り連載する。
- 1974年2月 - 1994年9月 月刊「ほつま」を復刊し、20年間の248号まで刊行する。

## 編著
- 『覆刻版ホツマツタヘ』 （小笠原長弘本、1971年）
- 『ホツマツタヘの成立（本文篇1）』（1973年）
- 『ホツマ入門』 （ホツマツタエ研究会、1979年）
- 『秘められた日本古代史ホツマツタヘ』 （毎日新聞社、1980年）
- 『続、秘められた日本古代史ホツマツタヘ』 （毎日新聞社、1984年）
- 『ホツマ古代日本人の知恵』 （渓声社、1993年）
- 『『ホツマツタヱ』 秀眞政傳紀』和仁估安聰自筆漢訳付き （ホツマ刊行会・発売所：新人物往来社、1993年）
- 『合本「ほつま」』 （月刊「ほつま」の合冊本、渓声社、1999年）